# Ungern i Eurovision Song Contest 2012
Ungern deltog i Eurovision Song Contest 2012 i Baku i Azerbajdzjan. De valde bidrag genom sin nationella uttagning A Dal som bestod av två semifinaler den 28 januari och den 4 februari följt av en final den 11 februari.

## Uttagningen
Den 1 december 2011 meddelade det ungerska TV-bolaget MTV att bidrag till landets nationella uttagning kunde skickas in fram till den 20 december. Den 17 december meddelades det att tiden för att skicka in bidrag utökats med tio dagar till den 30 december istället. I början av januari meddelade MTV att man fått nästan 200 bidrag inskickade till sig och att en jury nu skulle välja vilka 20 bidrag som skulle delta i uttagningens två semifinaler. Den 10 januari 2012 avslöjades namnen på de 20 artister som skulle delta i semifinalerna den 28 januari och den 4 februari, samt titlarna på deras låtar. MTV meddelade samtidigt att uttagningen skulle heta A Dal (Sången) och att finalen skulle hållas den 11 februari. Fyra bidrag från varje semifinal skulle ta sig vidare till finalen och tre av dessa skulle väljas ev en expertjury medan en skulle väljas av telefonröster. I finalen skulle endast telefonröster först välja ut fyra, alltså hälften av finalisterna, att gå vidare till den så kallade "superfinalen". I denna andra omgång av finalen skulle 50% jury och 50% telefonröster användas för att utse tävlingens vinnare. I mitten av januari diskvalificerades ett av bidragen och byttes ut då det visade sig att låten släppts innan den 1 september 2011 vilket är emot reglerna för ESC bidrag. Den 10 januari hade mindre delar av låtarna släppts men den 22 januari kunde man för första gången höra hela låtarna. Startordningen i de två semifinalerna avslöjades den 26 januari. Användet av 50% jury och 50% telefonröster i "superfinalen" ändrades senare till 100% jury.

### Jurymedlemmar
Den 10 januari avslöjades namnen på de fyra medlemmarna i den jury som skulle rösta i semifinalerna och i finalen.
- Jenő Csiszár
- Philip Rákay
- Viktor Rakonczai
- Kati Wolf

### Första semifinalen
Den första semifinalen gick av stapeln den 28 januari och 10 bidrag tävlade om 4 platser i finalen. Juryn valde låtarna "Learning to let go", "Sound of Our Hearts" och "Vízió" att gå vidare medan telefonröster gjorde att låten "Nem kell végszó" blev den fjärde och sista finalisten från den första semifinalen.
|    | Artist                                 | Sång                       | Plats |
| -- | -------------------------------------- | -------------------------- | ----- |
| 1  | Attila Kökény & Tamara Bencsik         | "Állítsd Meg Az Időt!"     | 8     |
| 2  | András Kállay-Saunders                 | "I Love You"               | 5     |
| 3  | Barna Pély & Eszter Pál feat. Szalonna | "Hangok A Szívekért"       | 7     |
| 4  | Annamari Dancs                         | "Feel"                     | 10    |
| 5  | Gábor Heincz                           | "Learning To Let Go"       | 2     |
| 6  | Compact Disco                          | "Sound of Our Hearts"      | 1     |
| 7  | Rudi Krisz                             | "A Fél Veled Egész"        | 9     |
| 8  | Niki Gallusz & Márton Vizy             | "Europe, Our Heart Is One" | 6     |
| 9  | Gabi Tóth                              | "Nem Kell Végszó"          | 4     |
| 10 | Caramel                                | "Vízió"                    | 3     |

### Andra semifinalen
Den andra semifinalen gick av stapeln den 4 februari och 10 bidrag tävlade om 4 platser i finalen. Juryn valde låtarna "Mozi szélesvásznon", "This love" och "Untried" att gå vidare medan telefonröster gjorde att låten "Like a child" blev den fjärde och sista finalisten från den andra semifinalen.
|    | Artist                  | Sång                | Plats |
| -- | ----------------------- | ------------------- | ----- |
| 1  | Monsoon                 | "Dance"             | 9     |
| 2  | Péter Puskás            | "Csillagok"         | 6     |
| 3  | Sophistic               | "Yeah, OK!"         | 10    |
| 4  | Juli Fábián & Zoohacker | "Like A Child"      | 4     |
| 5  | Gina Kiss               | "Chasing Dreams"    | 8     |
| 6  | Anti Fitness Club       | "Lesz, Ami Lesz"    | 5     |
| 7  | Nika                    | "This Love"         | 2     |
| 8  | Tibor Gyurcsík          | "Back In Place"     | 1     |
| 9  | Renáta Tolvai           | "Élek a szemeidben" | 7     |
| 10 | The Kiralys             | "Untried"           | 3     |

### Finalen
Finalen gick av stapeln den 11 februari och innehöll de 8 bidrag som tagit sig vidare från de två semifinalerna, 6 genom jury och 2 genom telefonröster. Telefonröster gjorde först att The Kiralys, Caramel, Compact Disco och Gábor Heincz gick vidare till "superfinalen". I "superfinalen" valde juryn själva att skicka gruppen Compact Disco med deras låt "Sound of Our Hearts" till Baku efter att två av de fyra jurymedlemmarna gett dem sin röst.
|   | Artist                  | Sång                  | Plats |
| - | ----------------------- | --------------------- | ----- |
| 1 | The Kiralys             | "Untried"             | 4     |
| 2 | Tibor Gyurcsík          | "Back In Place"       | 5     |
| 3 | Gabi Tóth               | "Don't Save Me"       | 5     |
| 4 | Compact Disco           | "Sound of Our Hearts" | 1     |
| 5 | Juli Fábián & Zoohacker | "Like A Child"        | 5     |
| 6 | Caramel                 | "Vertigo"             | 2     |
| 7 | Nika                    | "This Love"           | 5     |
| 8 | Gábor Heincz            | "Learning To Let Go"  | 2     |

## Vid Eurovision
Ungern deltog i den första semifinalen den 22 maj. Där hade de startnummer 15. De tog sig vidare till finalen som hölls den 26 maj. Där hade de startnummer 2. De hamnade på 24:e plats med 19 poäng. Ungern fick poäng från fem länder. De högsta poängen de fick från ett och samma land var 7 från Rumänien och 8 från Slovakien. Övriga tre länder som gav poäng till Ungern var Turkiet, Moldavien och Serbien.